# Irving Ashby
Irving Ashby (* 29. Dezember 1920 in Somerville, Massachusetts; † 22. April 1987 in Perris, Kalifornien) war ein US-amerikanischer Jazzgitarrist. 

## Leben und Wirken
Ashby spielte bereits mit 7 Jahren Ukulele und ab 9 Jahren Gitarre. Nach zwei Jahren Studium am New England Conservatory of Music in Boston spielte er 1940 bis 1942 bei Lionel Hampton. 1943 wirkte er in Fats Wallers Orchester an den Aufnahmen zu dem Film Der Tänzer auf den Stufen (Stormy Weather) mit. Nach seiner Entlassung aus dem Wehrdienst 1946 arbeitete Ashby mit Eddie Beal, Lester Young und Phil Moore 1946, mit Benny Carter 1947, wieder mit Moore, dann von 1947 bis 1951 mit dem Nat King Cole Trio und Quartett, dem Gerry Wiggins Trio 1951 sowie 1952 mit dem Trio von Oscar Peterson („Willow Weep for Me“), mit dem er auf die erste Jazz at the Philharmonic-Europatournee ging. 
Irving Ashby, der von Charlie Christian und auch Barney Kessel beeinflusst wurde, pflegte eine stark vom Bebop geprägte Spielweise und gehörte in der zweiten Hälfte der 1940er Jahre zu den wichtigen Jazzgitarristen. Er nahm Platten auf mit Juan Tizol, Jimmy Mundy, Charles Mingus, André Previn 1946, der Band Just Jazz, den Hollywood Hucksters und Nellie Lutcher 1947. Neben den oben genannten arbeitete er mit Jazz-Größen wie Count Basie, Erroll Garner und Illinois Jacquet. Außerdem spielte er in den 40ern in Arvin Garrisons Gitarren-Quintett (mit Barney Kessel).
Nach 1952 war Ashby vorwiegend als Musiklehrer tätig oder arbeitete freelance in Los Angeles, wo er in den Filmstudios gefragt war. Er ist auch auf vielen Rhythm-and-Blues- und einigen Rock-’n’-Roll-Platten als Studiomusiker zu hören. Er nahm unter anderem mit Big Joe Turner, Larry Williams, Sheb Wooley, LaVern Baker, B. B. King, Pat Boone, Pérez Prado, Louis Jordan, Meade Lux Lewis oder Helen Humes auf. Er unterrichtete privat, in High Schools und an der University of California at Riverside. Als Gitarrenlehrer veröffentlichte er auch ein Unterrichtsbuch Guitar.

## Auswahldiskographie
- Bird and Pres – The ’46 Concerts Jazz at the Philharmonic (Verve, 1946)
- Nat King Cole Quartet: The Instrumental Classics (Capitol)
- The Hollywood Hucksters: The Hollywood Session – The Capitol Jazzmen (Jazz Unlimited, 1947)
- Charlie Parker: The Complete Charlie Parker on Verve (1946–54) (JATP All Stars)
- Lester Young: The Complete 1936–1951 Small Group Sessions (Blue Moon), The Complete Aladdin Recordings of Lester Young (Blue Note)